# Lutz Trümper
Lutz Trümper (n. 1 octombrie 1955, Oschersleben) este un politician german (SPD). Din anul 2001 ocupă funcția de primar de Magdeburg.